# Don Turnbull
Don Turnbull, właśc. Donald Paterson Turnbull (ur. 28 maja 1909 w Perth; zm. 30 stycznia 1994) – australijski tenisista, reprezentant kraju w Pucharze Davisa.
Był ojcem Wendy Turnbull, również tenisistki.

## Kariera tenisowa
W trakcie swojej kariery Turnbull wygrał Australian Championships 1936 i Australian Championships 1937 w konkurencji gry podwójnej, a w latach 1934 i 1939 osiągnął finał tego turnieju. Australijczyk był także finalistą French Championships 1935 w deblu. W grze mieszanej był finalistą Australian Championships 1937.
W latach 1933–1934 reprezentował Australię w Pucharze Davisa, notując bilans dwóch zwycięstw przy jednej porażce.

### Finały w turniejach wielkoszlemowych

#### Gra podwójna (2–3)
| Końcowy wynik | Nr | Data | Turniej                             | Nawierzchnia | Partner        | Przeciwnicy                  | Wynik finału            |
| ------------- | -- | ---- | ----------------------------------- | ------------ | -------------- | ---------------------------- | ----------------------- |
| Finalista     | 1. | 1934 | Australian Championships, Sydney    | Trawiasta    | Adrian Quist   | Pat Hughes Fred Perry        | 8:6, 3:6, 4:6, 6:3, 3:6 |
| Finalista     | 2. | 1935 | French Championships, Paryż         | Ceglana      | Vivian McGrath | Jack Crawford Adrian Quist   | 1:6, 4:6, 2:6           |
| Zwycięzca     | 1. | 1936 | Australian Championships, Adelaide  | Trawiasta    | Adrian Quist   | Jack Crawford Vivian McGrath | 6:8, 6:2, 6:1, 3:6, 6:2 |
| Zwycięzca     | 2. | 1937 | Australian Championships, Sydney    | Trawiasta    | Adrian Quist   | John Bromwich Jack Harper    | 6:2, 9:7, 1:6, 6:8, 6:4 |
| Finalista     | 3. | 1939 | Australian Championships, Melbourne | Trawiasta    | Colin Long     | John Bromwich Adrian Quist   | 4:6, 5:7, 2:6           |

#### Gra mieszana (0–1)
| Końcowy wynik | Nr | Data | Turniej                          | Nawierzchnia | Partnerka         | Przeciwnicy                   | Wynik finału  |
| ------------- | -- | ---- | -------------------------------- | ------------ | ----------------- | ----------------------------- | ------------- |
| Finalista     | 1. | 1937 | Australian Championships, Sydney | Trawiasta    | Dorothy Stevenson | Nell Hall Hopman Harry Hopman | 6:3, 3:6, 2:6 |